# Francisco Vázquez Duckitt
Pour les articles homonymes, voir Vázquez et Francisco Vázquez.
Francisco « Paco » Vázquez Duckitt, né le 7 mars 1974, à Ibiza, en Espagne, est un ancien joueur espagnol de basket-ball. Il évolue durant sa carrière au poste d'arrière.

## Palmarès
- 3e du championnat d'Europe 2001
- Vainqueur des Jeux méditerranéens de 1997
- Finaliste du championnat d'Europe des -22 ans 1996
- Champion d'Espagne 1998
- Coupe Korać 2001
- EuroCoupe 2006